# アーズブルック
アーズブルック（または アーズブルーク、フランス語:Hazebrouck、オランダ語:Hazebroek、ハーズブルーク）は、フランス、オー＝ド＝フランス地域圏、ノール県のコミューン。

## 地理
アーズブルックは、ノール県の北半分を占めるフランドル・フランセーズ（fr、フランス領内にある旧フランドル伯領）に属する。ダンケルクから40km、リールより43km、アラスより56km、カレーより62km離れている。ベルギー国境に近い。

## 歴史

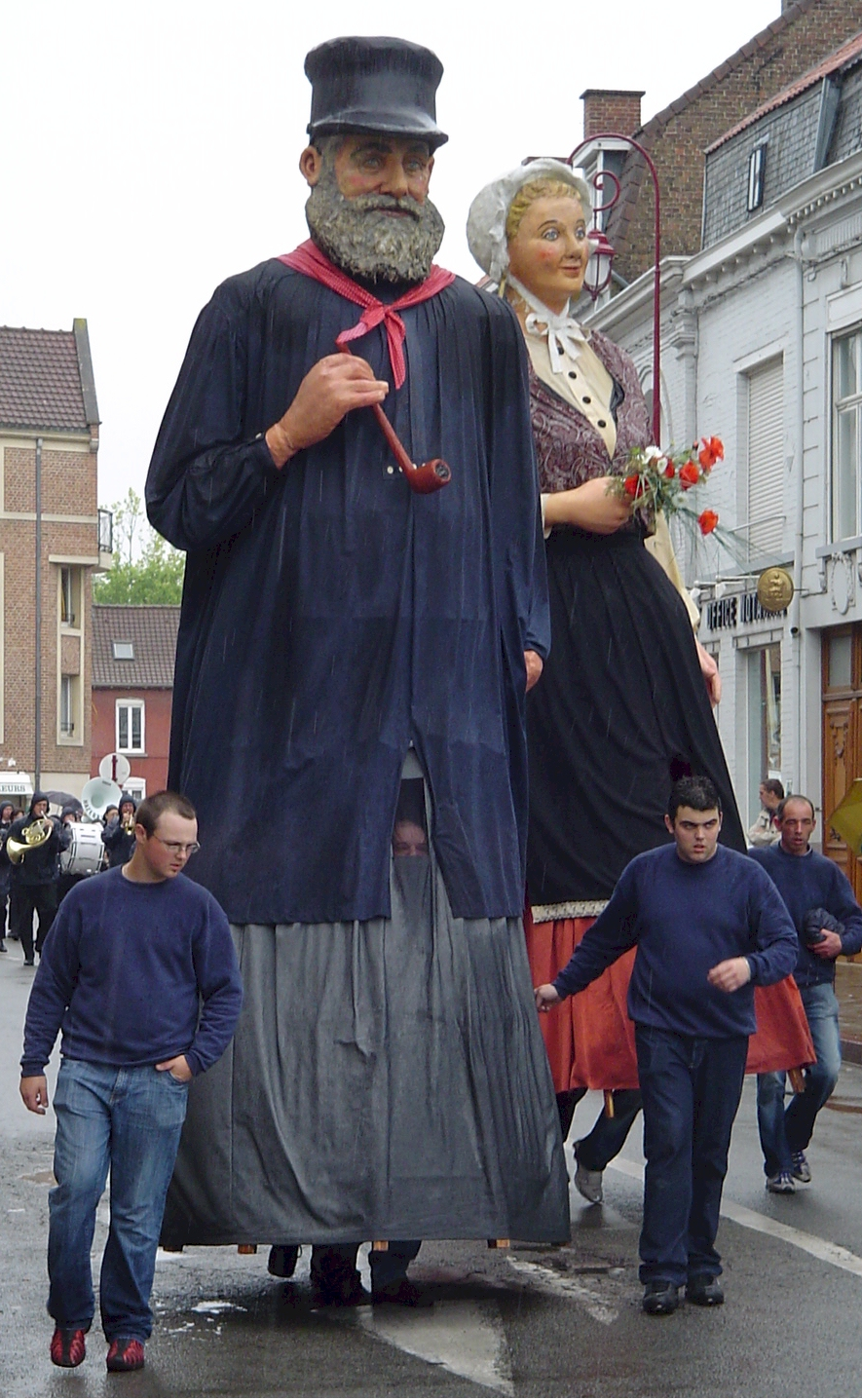
ティシェ・タシェ

アーズブルックはフランドル伯領の村であった。アーズブルックは、フランス対オランダの戦争、20世紀に起きた2つの世界大戦に耐えねばならなかった。
初期キリスト教時代、修道士たちのため、未開の土地が切り開かれ、湿地や林が開拓された。この出来事は聖エロワが国中を伝道した後である。
1122年、フランドル伯シャルル1世は村にHasbrucの名を与えた。ランスの大司教サンソン師により1141年に最初に言及された名はHasbroecであり、土地の所有権は近隣のコミューン、カッセル（fr）であった。オランダ語でhaasとは野うさぎを意味し、broekとは湿地を意味する。この時代、アーズブルックはカッセルの荘園に依存した狩猟と釣りの大規模な村であった。
1492年、シャルル8世率いるフランス軍がアーズブルックを燃やした。1512年、サンテロワ教会の尖塔が建設された。
1565年から1566年、運河が掘られてアーズブルックに港が生まれた。運河の水運は交通のためでなく、紡績業の蒸気機関の燃料となる薪や炭を運んでいた。港が閉鎖されてからは、その名は通りに名残をとどめるのみである。
1637年、1638年、1646年、ペストのような深刻な伝染病が町を襲った。
1678年、ナイメーヘンの和約後、アーズブルックはフランスに併合された。
1917年から1918年までの間、アーズブルックはドイツ軍に爆撃された。アーズブルックにはイギリス軍とオーストラリア軍が基地をおいた。
1928年、ティシェ・タシェ（fr）の友協会が設立され、19世紀に実在した半ば伝説的な人物ティシェ・タシェとその妻タリア、十字軍騎士ロランといった人物の巨人像が祭りの場に連続して現れた。

## 姉妹都市
- ソワニー、ベルギー
- フェイヴァーシャム、イギリス
- ポルツ・アム・ライン、ドイツ

## 出身者
- セドリック・ヴァスール